# Culham
Culham är en ort och civil parish  i Storbritannien.   Den ligger i grevskapet Oxfordshire och riksdelen England, i den södra delen av landet, 80 km väster om huvudstaden London. Culham ligger 55 meter över havet och antalet invånare är 415.
Terrängen runt Culham är platt. Runt Culham är det ganska tätbefolkat, med 199 invånare per kvadratkilometer. Närmaste större samhälle är Oxford, 11,2 km norr om Culham. Trakten runt Culham består till största delen av jordbruksmark.